# 皮德拉斯河 (哥斯达黎加)
皮德拉斯河（西班牙語：Río Piedras，西班牙語發音：[ˈpjeðɾas]）是哥斯达黎加西北部瓜纳卡斯特省的一条河流，起源于瓜納卡斯特山脈，流向东南，在貝韋德羅城区附近汇入贝韦德罗河，最终流向太平洋。